# Bohumil Černík
Bohumil Černík (17. dubna 1924, Střemošice – 21. prosince 2011, Stará Boleslav) byl český bylinkář, kronikář Vysočiny soustřeďující se na období komunismu a jeho likvidaci soukromého zemědělství, bývalý soukromý zemědělec a politický vězeň. Za komunismu byl dvakrát vězněn (1950–1951 a 1962). Soukromě hospodařil v České Rybné u Proseče navzdory nepřetržité státní šikaně a perzekuci až do roku 1970.

## Knihy
- Rudé temno nad Vysočinou
- Jindřich Nermuť, poslanec Vysočiny
- Z chalup a statků
- Velký dějepisec z malého biskupství
- Poutník Chlumecký